# Гориславцев, Владимир Николаевич
Гориславцев Владимир Николаевич — советский и российский художник. Народный художник Российской Федерации (2021). Академик РАХ (2007).

## Биография
Родился 3 октября 1939 года в Барнауле.
Окончил Ленинградское Высшее художественно-промышленное училище имени В. И. Мухиной, кафедра керамики и стекла (1970), руководитель диплома — профессор Васильковский В. С.
Работал художником в Доме культуры города Томари, о. Сахалин (1962—1965 гг.), главным художником на Ленинградском заводе «Стройфарфор» (1970—1975 гг.), художником экспериментальных керамических мастерских Ленинградского отделения Художественного фонда РСФСР (1975—1991 гг.)
В 1998—2014 годах работал в творческих группах керамистов на ЭТПК «Воронцово» в Москве.
Член декоративной комиссии Союза художников России (с 1999 года), член Правления Санкт-Петербургского союза художников (с 2001 года) и Бюро секции ДПИ. Член ГАК СПбХПА имени А. Л. Штиглица (с 2003 года). Председатель жюри VIII и IX Международных фестивалей сибирской керамики. Новосибирск (2012; 2013)
Среди работ художника — фаянсовые и шамотные блюда и пласты с росписью пейзажного плана, посвящённые Петербургу.
Произведения представлены в музеях Москвы, Санкт-Петербурга, Барнаула, Томска, Тюмени, Тулы, Орла, Пензы, Новосибирска, Кирова, Йошкар-Олы. Также представлены в зарубежных музеях: Италии, Венгрии, Франции, Швейцарии, США.
Живёт и работает в Санкт-Петербурге.

## Известные произведения
«Отражение» (1977), «Парадиз» (1977), «Неоконченный разговор» (1979), «Мое окно» (1981), «Город в белую ночь» (1981), «Знакомые окна» (1983), «Новая Голландия в белую ночь» (1996), «Воздушные приключения» (1996—2004), серия «Телецкое озеро» (2000), серия «Мосты и каналы Петербурга» (2000—2014)

## Звания
- Народный художник Российской Федерации (2021)
- Заслуженный художник Российской Федерации (2007)
- Академик Российской академии художеств (Отделение декоративных искусств, с 2007 года)
- Член Санкт-Петербургского союза художников (1973)
- Член Международной Академии керамики (Женева, Швейцария) (1983)

## Награды
- Медаль «За трудовую доблесть» (1986)
- Диплом Правительства Санкт-Петербурга в области литературы, искусства и Архитектуры (2010)
- Диплом «Мастер» XIV Международного фестиваля искусств Мастер-класс в Санкт-Петербурге" (2008)
- Медаль Союза художников России «Мастерство — духовность — традиции» за заслуги в развитии изобразительного искусства (2010)
- Почётный диплом 5-го Международного биеннале художественной керамики", Валлорис, Франция (1976)
- Первый приз 37-го и 40-го Международных конкурсов художественной керамики, Фаэнца, Италия (1979; 1982)

## Награды Российской академии художеств
- Золотая медаль (2003)

## Ссылка
- Владимир Гориславцев на сайте Российской академии художеств
- Керамика Владимира Гориславцева